# Tripterygium
Tripterygium é um género botânico pertencente à família Celastraceae.

## Espécies
- Tripterygium wilfordii